# 米爾頓森特歷史區
米爾頓森特（英語：Milton Center）是位於美國康乃狄克州利奇菲爾德縣的一個鬼鎮。該地的面積和人口皆未知。

## 地理
米爾頓森特的座標為41°46′03″N 73°16′22″W / 41.76750°N 73.27278°W，而該地的平均海拔高度為321米（即1053英尺）。